# Socialistična stranka (Francija)
Socialistična stranka (francosko Parti Socialiste, PS) je socialno-demokratična politična stranka v Franciji in največja stranka francoske leve sredine. Je ena od dveh glavnih sodobnih političnih strank v Franciji, poleg nje je to še desno-sredinska Zveza za ljudsko gibanje (UMP). Stranka je zamenjala njeno predhodnico Francosko sekcijo delavske internacionale (SFIO) v letu 1969, trenutno stranko vodi Martine Aubry, županja mesta Lille.
PS se je prvikrat povzpela na oblast v letu 1981, ko je bil njen kandidat François Mitterrand izvoljen za predsednika države. Pod njim je stranka dosegla vladajočo večino v Narodni skupščini v letih 1981-86 in ponovno v letih 1988-93. Vodja PS Lionel Jospin kot naslednik Mitteranda se je neuspešno potegoval na predsedniških volitvah 1995, izgubil v drugem krogu proti vodji gaullistov Jacquesu Chiracu, vendar postal ministrski predsednik v kohabitacijski vladi po parlamentarnih volitvah 1997. To funkcijo je obdržal do leta 2002, ko je bil ponovno poražen na volitvah za predsednika države, tokrat je obstal že v prvem krogu.
Leta 2007 je bila strankina kandidatka na predsedniških volitvah Ségolène Royal poražena s strani vodje UMP-ja Nicolasa Sarkozyja. Kasneje je PS zmagala na večini od regionalnih in lokalnih volitev, leta 2011 je dobila tudi večino v Senatu, kar se je zgodilo prvič v njeni več kot štiridesetletni zgodovini. 
PS je članica Stranke evropskih socialistov (PES) in Socialistične internacionale.

## Zgodovina

### Francosko socialistično gibanje do 1969
Začetki socialističnega gibanja v Franciji segajo v prvo polovico 19. stoletja, ko so nekateri socialistični misleci (Saint-Simon, Fourier, Cabet, Leroux) poskušali preko srednjega razreda vplivati na delavski razred.
Po razpustitvi Pariške komune 1871 se je njihova moč znatno zmanjšala. Vodiitelji so bili ali usmrčeni ali izgnani iz države. Francoska prva socialistična stranka, Zveza socialističnih delavcev Francije, je bila ustanovljena leta 1879, spodbujala je postopne reforme. Iz nje sta izšli dve stranki: leta 1882 Francoska delavska stranka Julesa Guesdeja in Paula Lafarguea, leta 1890 pa Revolucionarna socialistična delavska stranka Jeana Allemana. Istočasno so nasledniki Louisa Augusta Blanquija, simbola revolucionarne tradicije, ustanovili Osrednji revolucionarni odbor, ki ga je vodil Édouard Vaillant. Poleg njih so bili tudi samozvani socialisti (Alexandre Millerand, Jean Jaurès), ki pa niso pripadali nobeni stranki.
Leta 1899 je udeležba Milleranda v kabinetu republikanca Waldeck-Rousseauja povzročila burno debato okoli tega, ali lahko socialisti sodelujejo v "buržoazni vladi". Tri leta kasneje so Jaurès, Allemane in ostali somišljeniki ustanovili Francosko socialistično stranko, ki je podprla sodelovanje v vladi, medtem ko sta Guesde in Vaillant oblikovala Socialistično stranko Francije, ki je temu nasprotovala. Leta 1905 sta se na "Svetovnem kongresu" ti dve stranki združili v novo Francosko sekcijo delavske internacionale (SFIO). Jaurès, vodja parlamentarne skupine in direktor strankinega časopisa L'Humanité, je bil njena najvplivnejša figura.
Stranka je bila umeščena med liberalce Radikalne stranke in revolucionarne sindikaliste, ki so nadzorovali delavske odbore. Cilj povezati socialiste v eno samo stranko je bil delno dosežen, nekateri izvoljeni predstavniki so se uprli pridružitvi SFIOu zagovarjajoč sodelovanje v vladi in ustanovili Republikansko-socialistično stranko. Skupaj z Radikalci, ki so želeli uveljaviti laicizem, je bil SFIO del Levega bloka, brez sedeža v vladi.
Francoski socialisti so bili strogo proti vojno razpoloženi, vendar se po umoru Jaurèsa leta 1914 niso mogli upreti valu militarizma, ki je sledil po izbruhu prve svetovne vojne. Utrpeli so hud razkol ob sodelovanju v medvojni vladi narodne enotnosti, po vojni pa so na volitvah 1919 doživeli hud poraz. Leta 1920 se je med kongresom v Toursu večina članov levega krila razšla s stranko, ustanovila Francosko sekcijo komunistične internacionale in se pridružila Leninovi Tretji internacionali. Desno krilo Léona Bluma je ostalo skupaj s stranko SFIO.
V letih 1924 - 1932 so se Socialisti povezali z Radikalci v "Kartel levice", vendar ponovno zavrnili sodelovanje v ne-socialističnih vladah Herriot in Daladiera. Te vlade so bile neuspešne zaradi razlik v vodenju gospodarske politike med socialisti in radikalci, kot tudi zaradi komunistov, ki so sledili politiki Sovjetske zveze zavračajoč podporo vladam s kapitalističnim gospodarstvom. Vprašanje možnosti sodelovanja v vladi z Radikalci je povzročil razkol med tako imenovanimi neosocialisti v začetku 30. let. Skupaj z Republikansko-socialistično stranko so se združili v Socialistično republikansko zvezo.
Leta 1934 so komunisti zamenjali noto in se z ostalimi levičarskimi strankami povezali v Ljudsko fronto, ki je dve leti kasneje na volitvah zmagala. Blum je tako postal prvi ministrski predsednik iz stranke SFIO. Prav tako je bila SFIO prvič v svoji zgodovini deležna več glasov in sedežev kot Radikalna stranka in oblikovala sredinsko os levičarske parlamentarne večine. V letu dni je vlada sicer propadla zaradi gospodarske politike kot tudi zaradi vprašanja Španske državljanske vojne. Padec Ljudske fronte je povzročil nov razkol v stranki SFIO, z odhodom njenega levega krila, ki ga je vodil Marceau Pivert, k Delavsko-kmečki socialistični stranki. Demoralizirana levica je razpadla nezmožna upirati se propadu Tretje republike po vojaškem porazu 1940.
Po osvoboditvi Francije 1944 se je SFIO ponovno pojavila, tokrat v koaliciji z močnejšo Komunistično stranko (PCF), ki je postala največja levičarska stranka, in krščansko demokracijo (MRP). Ta zveza je vzpostavila glavne elemente socialne blaginje Francoska Četrte republike, vendar ni preživela hladne vojne. Maja 1947 je socialistični ministrski predsednik Paul Ramadier zavrnil ministre PCF. Blum je predlagal izgradnjo "Tretje sile" z levo sredino in desno sredino proti Gaullistom in komunistom, vendar je bil njegov kandidat za vodstvo SFIO, Daniel Mayer, poražen od Guya Molleta.
Mollet podprt z levim krilom stranke je govoril marksistični jezik brez spraševanja povezave s sredino in desno sredino. Njegovo vodstvo je bilo zamajano ob strankini razdelitvi na pol leta 1954 okoli vprašanja Evropske obrambne skupnosti, zaradi katerega je ta načrt propadel. Kasneje je Mollet s stranko zgradil levosredinsko koalicijo z Republikansko fronto, ki je dobila večino na zakonodajnih volitvah 1956. Posledično je sicer postal ministrski predsednik, vendar je začel vpliv njegovi stranki padati, prav tako Radikalcem, levica pa tako ni mogla več priti blizu oblikovanju združene fronte. Represivna politika, ki jo je vodil Mollet v alžirski vojni, njegova podpora k vrnitvi de Gaulla leta 1958 in podpora referendumu o ustavi Pete republike je stranko ponovno razdelila, ob tem je del odpadnikov ustanovil Združeno socialistično stranko (PSU). Leta 1959 se je stranka SFIO vrnila v opozicijo, diskreditirana s s svojo politiko v času Četrte republike je dosegla svoje dno v naslednjih nekaj letih.
Tako zaradi nasprotovanja načinu predsedniških volitev kot zaradi neizogibne ponovne izvolitve de Gaulla stranka ni imenovala svojega kandidata za predsednika v letu 1965. Posledično je podprla kandidaturo Françoisa Mitterranda, nekdanjega ministra v Četrti republiki, ki je bil odločno anti-Gaullist. Podprt z vsemi levičarskimi strankami je dosegel dober rezultat in se soočil z de Gaullom v nepričakovanem drugem krogu, s čimer je postal voditelj nekomunistične levice.
Z namenom obstati med PCF, ki je vodila levico, in Gaullistično stranko, ki je vodila državo, so SFIO, Radikalci in levo-krilne republikanske skupine osnovale Zvezo demokratične in socialistične levice pod Mitterandovim vodstvom. Sledil je maj 1968 in val divjih množičnih protestov, ki pa ga SFIO ni znala izkoristiti. Še več, po poraznih volitvah mesec dni kasneje je zlezla sama vase. Leto kasneje je njen kandidat Gaston Defferre na predsedniških volitvah zbral zgolj 5% glasov.

### Ustanovitev PS in "Zveze levice" (1969–1981)
V času kongresa v Alfortvillu leta 1969 je dotedanjo SFIO nadomestila Socialistična stranka (Parti socialiste, PS), združena s klubom - Zvezo združenj za obnovitev levice, ki jo je vodil Alain Savary, in skupino levo-krilnih republikancev - Zvezo socialističnih skupin in združenj Jeana Poperena. Med kongresom v Issy-les-Moulineauxu je bil s podporo predhodnika Guya Molleta za prvega predsednika stranke izvoljen Alain Savary, ki je predlagal "ideološki dialog" s komunisti.
Dve leti kasneje se je stranki na kongresu v Epinayu pridružil Zbor republikanskih ustanov Françoisa Mitterranda; slednji je porazil duet Savary-Mollet s predlogom volilnega programa s komunisti in prevzel vodenje. Leta 1972 je bil "skupni program" podpisan s Komunistično stranko Francije (PCF) in Radikalno stranko levice (PRG). Med konferenco Socialistične internacionale je Mitterand pojasnil zvezo levo-krilnih strank s hrepenenjem njenih volivcev, cilj njegove strategije je bil "pridobiti nazaj tri od petih milijonov volivcev PCF." Levica, posebno PS, je po francoskih volitvah v Narodno skupščino 1974 precej pridobila, Mitterand kot kandidat levo-krilne zveze pa je bil z 49,2% glasov v drugem krogu zelo blizu tudi na volitvah za predsednika države istega leta.
Konec leta 1974 se je stranki priključilo nekaj članov Združene socialistične stranke, vključno z vodjem Michelom Rocardom, ki so predstavljali levo-krilne kristjane in nemarksistično skupino. Kot najkonzervativnejši člani so zagovarjali povezavo francoskega socializma z evropsko socialno demokracijo, to je jasno sprejetje tržnega gospodarstva. Medtem ko je "Zveza levice" triumfirala na občinskih volitvah 1977, je volilni vzpon stranke PS zaskrbel komuniste, ki "skupnega programa" niso hoteli podaljšati, pri čemer je Georges Marchais, vodja PCF, naznanil "okrenitev Socialistične stranke k desnici". Navkljub pozitivnim anketam je Zveza levice izgubila na volitvah v Narodno skupščino 1978. Prvič od volitev 1936 se je zgodilo, da so bili socialisti po anketah pred komunisti, s čimer so postali glavna levičarska stranka, vendar je njihov poraz povzročil notranjo krizo. Vodstvo Mitteranda je poskusil izpodbiti Rocard, ki je želel opustiti skupni program, katerega 
je imel za starinskega in nerealističnega. Po drugi strani je Mitterand menil, da levica ne more zmagati brez povezave socialistov in komunistov. Leta 1979 je na kongresu v Metzu zmagal in bil kljub priljubljenosti Rocarda izbran za kandidata stranke PS na predsedniških volitvah 1981.

### Obdobje Mitterranda (1981–1995)
Leta 1981 je Mitterand na predsedniških volitvah porazil konzervativca d'Estainga in postal prvi socialist Pete republike, izbran za predsednika države. Razpustil je Narodno skupščino, ob njeni ponovni  
vzpostavitvi pa so Socialisti prvikrat v njihovi zgodovini dobili absolutno večino sedežev. Plazovita zmaga Socialisticov je potekala na škodo tako desničarskih parlamentarnih strank, Zbora za Republiko (RPR) in Zveze za francosko demokracijo (UDF), kot levičarske PCF.
Mitterand je bil poslednji izvoljeni nacionalni voditelj v Evropi, ki je poskušal izvesti socialistično navdahnjene reforme s pospeševanjem dirigiranih gospodarsko načrtovanih trendov predhodnih konzervativnih vlad. Ministrski predsednik Pierre Mauroy je nacionaliziral banke , zavarovalnice in obrambno industrijo, v skladu s "skupnim programom" iz leta 1972. Kljub zvišanim delavskim plačam, zmanjšanju delavskih ur na teden na 39 in številnim drugim reformam se je gospodarska kriza nadaljevala. Reforme so med drugim vključevale odpravo smrtne kazni, uveljavitev solidarnostnega premoženjskega davka, proporcionalne zastopanosti delegatov pri volitvah (sicer uporabljene zgolj na volitvah 1986), decentralizacijo države, preklic liberalizacije cen za knjige, itd.
Z letom 1982 se je Mitterand soočil z možnostjo ohranjanja francoskega članstva znotraj Evropskega monetarnega sistema in s tem obvezanostjo države do evropske integracije, ali z nadaljevanjem socialističnih reform. Odločil se je za slednje začenši s strankinim sprejetjem privatnega tržnega gospodarstva. Leta 1984 je skupaj z drugim ministrskim predsednikom Laurentom Fabiusom jasno opustil vse nadaljnje socialistične ukrepe. Zveza levice je s tem zamrla, ministri iz stranke PCF pa dali odpoved.
PS je izgubila večino ba volitvah v Narodno skupščino 1986, s čimer je bil Mitterand prisiljen "sobivati" s konzervativno vlado Jacquesa Chiraca. Kljub temu je bil leta 1988 s programom "Združene Francije" znova izvoljen za presednika države. Za ministrskega predsednika si je izbral najpriljubljenejšega in zmernega med socialisti, Michela Rocarda. Njegov kabinet je vključeval štiri desno-sredinske ministre.
V času drugega mandata se je Mitterand osredotočil na zunanjo politiko in integacijo Evrope. Sklical je referendum za ratifikacijo Maastrichtskega sporazuma, notranjo politiko je prepustil ministrskim predsednikom, poleg Rocarda še Edith Cresson in Pierru Bérégovoyu. Stranko so prizadeli škandali okoli njenega financiranja, oslabljena je bila tudi zaradi boja med nasledniki "Mitterandizma".
Leta 1990, v času kongresa v Rennesu, se je "skupina Mitterandistov" razdelila na podpornike Laurenta Fabiusa in na prijatelje Lionela Jospina. Nadalje se je del levega krila stranke, ki ga je vodil Jean-Pierre Chevènement, odcepil vsled nasprotovanju Zalivski vojni in Maastrichtskemu sporazumu in ustanovil Državljansko in republikansko gibanje (MDC). Nazadnje je mnogo levičarjev bilo razočaranih z rezultati socialističnih vlad. Na volitvah 1993 se je stranka PS  odrezala zelo slabo, vrnila se je na nivo njene predhodnice SFIO (v Narodno skupščino je bilo izvoljenih 53 delegatov v primerjavi z 260-imi v predhodnem mandatu).
Rocard je postal prvi tajnik stranke in bil smatran kot "naravni kandidat" za naslednje predsedniške volitve. Sklical je politični "veliki pok": sporazum s sredino in desno sredino, vendar so bili njegovi napori zaman. Leto kasneje je njegova stranka prejela le 14% glasov na volitvah v Evropski parlament, vsled tega je bil Rocard sestopljen s strani pisane koalicije, ki jo je vodil Henri Emmanuelli, levo-krilni Mitterandist. Leto pred predsedniškimi volitvami se je PS spopadla z vodstveno krizo. Rocard je izgubil večino svojih privržencev, Fabius je bil oslabljen zaradi škandala z okuženo krvjo, vprašljivo je bilo predsednikovanje Emannuellija. Upanje nekaterih članov stranke se je preneslo na Jacquesa Delorsa, predsednika Evropske komisije in favorita glede na ankete, vendar je slednji odklonil zaradi radikalizacije stranke, ki bi preprečila njegovo centristično strategijo. Lionel Jospin, ki je naznanil svojo politično upokojitev po izgubi parlamentarnega sedeža 1993, je prišel nazaj in predlagal vzeti zalogo Mitterandovega nasledstva. Prvič so bili sklicani člani stranke, da imenujejo svojega kandidata za predsednika. Z dobrimi znamenji na anketah, močno lojalnostjo stranki in z izkušnjami pri vladanju je Jospin porazil Emannuellija pri internem tajnem glasovanju. Na volitvah za predsednika države ga je sicer porazil Jacques Chirac, vendar so bili rezultati ocenjeni s strani stranke pozitivni, tako da se je vrnil nazaj v stranko kot njen prvi tajnik.

### Jospin in "Pluralna levica" (1995–2002)
Pred parlamentarnimi volitvami 1997 je PS rekonstruirala koalicijo z ostalimi levičarskimi strankami: PCF, Zelenimi, Radikalno stranko levice in MDC. Tako imenovana Pluralna levica je na teh volitvah zmagala, Jospin pa postal ministrski predsednik tretje "sobivanjske vlade".
Njegova politika je bila na splošno napredna, vendar je imela le malo skupnega z demokratičnim socializmom. Zakoni Aubryjeve so skrajšali delovni čas na 35 ur tedensko, osnovano je bilo državno zdravstveno zavarovanje, medtem ko se je nadaljevala politika privatizacije. Vladajoča koalicija je oslabila po odstopu vodje MDC Chevènementa s položaja notranjega ministra zaradi nasprotovanja večji avtonomiji Korzike v letu 2000.
Predsedniške volitve 2002 so se osredotočile na temo negotovosti. Jospin, ponovno kandidat Socialistov, je bil izločen že v prvem krogu vsled več kandidatov iz levice, ki so mu odvzeli glasove. Ponovno je naznanil svoj odhod iz politike, stranka PS pa je pozvala svoje volivce, da podprejo v drugem krogu sicer desnosredinskega kandidata Chiraca v boju proti voditelju skrajno-desne Nacionalne fronte Le Penu, ki je presenetljivo napredoval v drugi krog. Dva meseca kasneje je "Pluralna levica" izgubila še na parlamentarnih volitvah.

### Šok po letu 2002
François Hollande, ki je prišel na čelo stranke leta 1997, je bil v času strankinega kongresa v Dijonu 2002 s podporo osrednjih osebnosti v stranki ponovno izvoljen za njenega predsednika. Na regijskih volitvah 2004 je socialistom ponovno uspel veliki met. V koaliciji z nekdanjo Pluralno levico so prevzeli ali zadržali oblast v kar 20-ih od 22 metropolitanskih regij (vse razen Alzacije in Korzike), razen tega še v štirih prekomorskih regijah. Stranka je izkoristila povečano nezadovoljstvo volivcev nad desno sredinsko politiko, kljub temu pa doživela precejšnje težave pri oblikovanju alternative politiki desnih strank.
1. decembra 2004 je večina članov stranke (59%) podprla predlagano Evropsko ustavo. Kljub temu je več pomebnih članov, med drugim tudi Fabius, Emanuelli in Mélenchon, pozvalo javnost, da glasuje proti referendumu o Evropski ustavi, ki je bil na koncu tudi zavrnjen. Posledično je bil Fabius izključen iz izvršilnega organa stranke, razkol ob Evropski ustavi kot tudi ambicije strankinih voditeljev po nominaciji za predsedniške volitve 2007, so vodile stranko v znaten nered.
Novembra 2005 so bile na kongresu v Le Mansu navzoče tri glavne skupine. Večina, 55%, je podprla zmeren tekst, Fabiusovi zavezniki, 20%, so zagovarjali bolj radikalno politiko, na koncu je bila Nova socialistična stranka, 25%, ki je zahtevala nujnost po obnovi stranke s predlaganimi levo-krilno politiko in globokimi reformami državnih institucij. Skoraj vse frakcije so se sporazumele o skupni agendi, na splošno osnovani na poziciji zmerne in proevropsko orientirane večine z nekaterimi levičarskimi dopolnili.

### Volitve 2007 in njene posledice
Pred volitvami za predsednika 2007 se je na seznamu pojavilo več možnih kandidatov: François Hollande, Laurent Fabius, Dominique Strauss-Kahn, Jack Lang, Martine Aubry in Ségolène Royal; slednji je po anketah kazalo najbolje. Nekateri člani stranke so pozvali k vrnitvi Lionela Jospine, ki pa jo je na koncu le zavrnil. 16. novembra 2006 je bila z večino 60% potrjena Royalova, nasprotnika Strauss-Kahn in Fabius sta dobila 21 oz. 19% glasov.
Z doseženimi 25,87% glasov v prvem krogu predsedniških volitvev se je Ségolène Royal uvrstila v drugi krog, vendar na koncu, 6. maja 2007, izgubila proti Nicolasu Sarkozyju, dobila je 46,99% glasov. Takoj po njenem porazu jo je več strankinih veljakov, posebno Strauss-Kahn, okrivilo  za neuspešno kampanjo, istočasno pa so nekateri člani desnega krila stranke, med drugim Bernard Kouchner, sprejeli ponudbo in se pridružili kabinetu, imenovanem s strani Sarkozyja.
Na državnozborskih volitvah mesec dni kasneje je Socialistična stranka dobila 186 od 577 sedežev.
Po zmagovitih občinskih volitvah marca 2008 se je začela kampanja s pogledom na bližajoči se kongres v Reimsu. Predlagano je bilo nekaj kandidatov za nasleditev Françoisa Hollanda, ki je naznanil, da se ne bo več potegoval za ponovni mandat prvega tajnika: 
- Ségolène Royal z željo po oblikovanju zavezništva s sredinskim MoDemom,
- župan Pariza Bertrand Delanoë, podprt z Lionelom Jospinom in prijatelji, ki je želel ohraniti status quo kampanje 2007 in ponovnio oblikovati Pluralno levico,
- Martine Aubry, podprli so jo Fabiusovi in Strauss-Kahnovi ljudje, ki je imela isto volilno strategijo kot župan Pariza, vendar je zagovarjala spravo med zagovorniki "za" in "proti" referenduma o Evropski ustavi,
- mladi Benoit Hamon, z levega krila stranke.

Na predglasovanju je bila Royalova podprta z 29%, sledili so ji Delanoë (25%), Aubryjeva (25%) in Hamon (19%). Del levega krila se je razšel s stranko in ustanovil svojo Levo stranko. V času kongresa, ki se je odvijal v zelo napetem ozračju, voditeljem frakcij ni uspelo oblikovati večine. Posledično so se morali odločiti za prihodnjega predsednika stranke člani stranke sami. Razočaran nad predhodnimi rezultati se je Delanoë odpovedal svoji kandidaturi in pozval člane, da volijo za Aubryjevo. Zmaga s komaj 42 glasovi razlike je pripadla Martine Aubry pred Ségolène Royal, ki je zahtevala ponovno štetje, ki pa je izid le potrdilo.

## Vodstvo
- Alain Savary (1969–1971)
- François Mitterrand (1971–1981)
- Lionel Jospin (1981–1988)
- Pierre Mauroy (1988–1992)
- Laurent Fabius (1992–1993)
- Michel Rocard (1993–1994)
- Henri Emmanuelli (1994–1995)
- Lionel Jospin (1995–1997)
- François Hollande (1997–2008)
- Martine Aubry (2008–)
- Harlem Désir (imenovan 30. junija 2011, med kandidaturo Martine Aubry za predsedniške volitve 2011)

## Frakcije
- Aubryisti (levo krilo, krščanska levica, demokratični socializem): Martine Aubry, François Lamy, Sandrine Mazetier, Pierre Mauroy, Paulette Guinchard-Kunstler, Adeline Hazan, Arnaud Montebourg
- Royalisti (zmerni, socialna demokracija): Ségolène Royal, Gérard Collomb, Jean-Noël Guérini, Gaëtan Gorce, Jean-Louis Bianco, Julien Dray, Vincent Peillon, Aurélie Filippetti, Hélène Mandroux, Jean-Jack Queyranne, François Rebsamen
- Delanoisti (desno krilo, socialna demokracija, socialni liberalizem): Bertrand Delanoë, François Hollande, Jean-Marc Ayrault, Lionel Jospin, Michel Rocard, Jean-Yves Le Drian, Élisabeth Guigou, Michel Sapin, Alain Rousset, Harlem Désir, Pierre Cohen, Michel Destot, Roland Ries
- Fabiusijani (levo krilo, demokratični socializem): Laurent Fabius, Claude Bartolone, Marylise Lebranchu, Alain Le Vern, Alain Vidalies, Marie-Noëlle Lienemann
- Strauss-Kahnovi (desno krilo, Tretja pot: Dominique Strauss-Kahn, Gérard Collomb, Pierre Moscovici, Manuel Valls
- Nova socialistična stranka (levi republikanizem, demokratični socializem): Henri Emmanuelli, Benoît Hamon, Jacques Fleury, Michel Vergnier, André Lejeune, Paul Quilès, Gérard Filoche
- Eko-socialisti (eko-socializem): Christophe Caresche, Jean-Louis Tourenne, Nicole Bricq, Geneviève Gaillard, Philippe Tourtelier
- Utopija (alternativna globalizacija)

### Predsedniške volitve
| Volilno leto | kandidat            | # glasov v 1. krogu | % glasov v 1. krogu | # glasov v 2. krogu | % glasov v 2. krogu |
| ------------ | ------------------- | ------------------- | ------------------- | ------------------- | ------------------- |
| 1974         | François Mitterrand | 11.044.373          | 43,25%              | 12.971.604          | 49,19%              |
| 1981         | François Mitterrand | 7,505,960           | 25.85%              | 15.708.262          | 51,76%              |
| 1988         | François Mitterrand | 10.381.332          | 34,11%              | 16.704.279          | 54,02%              |
| 1995         | Lionel Jospin       | 7.098.191           | 23,30%              | 14.180.644          | 47,36%              |
| 2002         | Lionel Jospin       | 4.610.113           | 16,18%              | —                   | —                   |
| 2007         | Ségolène Royal      | 9.500.112           | 25,87%              | 16.790.440          | 46,94%              |

### Volitve v Narodno skupščino
| Volilno leto | # glasovi v 1. krogu | % glasovi v 1. krogu | # sedeži |
| ------------ | -------------------- | -------------------- | -------- |
| 1973         | 4.579.888            | 18,9%                | 89       |
| 1978         | 6.451.151            | 22,6%                | 103      |
| 1981         | 9.077.435            | 36,0%                | 266      |
| 1986         | 8.693.939            | 31,0%                | 206      |
| 1988         | 8.493.602            | 34,8%                | 260      |
| 1993         | 4.476.716            | 17,6%                | 53       |
| 1997         | 5.961.612            | 23,5%                | 246      |
| 2002         | 6.086.599            | 24,1%                | 141      |
| 2007         | 6.436.520            | 24,73%               | 186      |

### Volitve v Evropski parlament
| Volilno leto | Število glasov | % glasovi | # sedeži |
| ------------ | -------------- | --------- | -------- |
| 1979         | 4.763.026      | 23,53%    | 22       |
| 1984         | 4.188.875      | 20,76%    | 20       |
| 1989         | 4.286.354      | 23,61%    | 22       |
| 1994         | 2.824.173      | 14,49%    | 15       |
| 1999         | 3.873.901      | 21,95%    | 22       |
| 2004         | 4.960.756      | 28,90%    | 31       |
| 2009         | 2.838.160      | 16,48%    | 14       |